# Società Metallurgica Bresciana
La Società Metallurgica Bresciana già Tempini fut un des principaux fabricants d'armes militaires d'Italie du début du XXe siècle.

## Histoire
La société Metallurgica Bresciana Tempini, a été créée aux portes de la ville de Brescia en 1884. Elle a fourni, à ses débuts, pour le Regio Esercito et la Regia Marina tous types de munitions et projectiles militaires de différents calibres. Présidée par Isidoro Loewe et dirigée par Giovanni Tempini, son histoire est riche en rebondissements et succès de tout genre. Entreprise privée fabricant des armes et des munitions, elle connut toutes les conséquences liées aux conflits armés de son époque mouvementée.
Son objet social était de « produire et vendre des objets et composants métalliques, armes de guerre, munitions et produits apparentés », ce qui n'a pas été chose facile au cours de son histoire. En 1888, la société comptait déjà 500 salariés.
Au début de la Première Guerre mondiale, après l'entrée en guerre de l'Italie en 1915, la société Metallurgica Bresciana Tempini passe de 350 salariés à 6 000 au printemps 1916 jusqu'à atteindre 8 684 en octobre 1918, son effectif maximum. On comptait 1 608 militaires, 1 803 militaires réformés, 2 563 civils et 2 710 femmes.
La société comprenait trois divisions : la section armement, produisant des modèles Fiat essentiellement, comme les mitrailleuses Fiat-Revelli M 1914, la section munitions et la section fonderie & laminoirs pour la production des tubes de cuivre, laiton et aluminium. Un atelier indépendant fabriquait les “fils et cordes de cuivre électrolytique” pour les lignes de tramways, téléphone, télégraphe et câbles électriques haute tension.
La division armement ne disposait pas de bureau d'études de conception mais était spécialisée dans la fabrication soit en sous-traitance soit sur commande directe d'une arme dont le Regio Esercito était le concepteur. La division munitions comprenait la conception et la production de munitions de tous types. En 1917, l'usine a fabriqué une quantité très importante de grenades de 76/40 et 152, shrapnels de 75.
À la fin de la Première Guerre mondiale, l’organisation de l'usine a dû s'adapter pour faire face à l'évolution de la demande de l'armée en temps de paix. Seuls les ateliers “chargeurs” avec 795 salariés dont 455 femmes, “détonateurs” avec 1.058 salariés dont 632 femmes, les trois ateliers “grenades” avec 1.218 salariés dont 155 femmes, “douilles Chiesa” avec 824 salariés dont 420 femmes, “douilles Gheda” avec 715 salariés dont 210 femmes, “montage” avec 432 salariés dont 27 femmes, “mitrailleuses” avec 1.114 salariés dont 250 femmes, “contrôle mitrailleuses” avec 270 salariés dont 74 femmes fonctionnaient à temps plein. Les autres ateliers supports comme la menuiserie et ses 170 salariés dont 53 femmes, “trempe” et ses 202 salariés dont 41 femmes, “forge” 86 salariés dont 4 femmes, “presses” et ses 615 salariés dont 96 femmes et l'atelier “chaudronnerie” et ses 122 salariés dont 5 femmes étaient restés avec une activité régulière.
Grâce à son implantation dans une région très industrialisée avec du personnel très qualifié, la société Metallurgica Bresciana a toujours pu se mobiliser pour répondre sans délais aux demandes du Regio Esercito et à l'effort de guerre. La rapidité de réponse était facilitée du fait qu'à l'époque, les armes évoluaient lentement et qu'il était donc facile de dédoubler des ateliers d'une même ligne plutôt que de devoir équiper un nouvel atelier et rôder une ligne de fabrication. L'implantation géographique de la société, avec accès direct à la voie ferrée "Venise-Milan-Turin", et le nombre important de machines-outils disponibles étaient un atout supplémentaire.
C'est ce qui a justifié que Fiat a confié à la société, entre 1915 et 1918, la fabrication de 37.300 mitrailleuses Fiat-Revelli M 1914, la quasi-totalité des mitrailleuses fabriquées en Italie durant cette période, Fiat ayant déjà un peu de mal à produire tous les camions et blindés commandés par l'Italie et les armées étrangères. Certains ont affirmé que Brescia était devenue la capitale des armes, au point qu'en mars 1916, la première et unique école italienne pour la formation des soldats mitrailleurs, avant de les envoyer au front, fut créée. Les bâtiments restaurés et restructurés abritent, de nos jours, l'Institut Pavoni.
L'usine est un de sites industriels italiens qui a été le plus repéré par les ennemis de l'Italie, alors que peu avant la guerre, ces mêmes armées étaient des clients fidèles. Il n'est donc pas surprenant que l'usine ait fait l'objet du premier bombardement aérien effectué en Italie durant la Première Guerre mondiale, un avion autrichien a largué ses bombes à 6h00 le 25 août 1915, détruisant une partie de l'usine et faisant six morts et de très nombreux blessés parmi les ouvriers.
À la fin de la guerre, au début de l'année 1919, la société qui comptait plus de 8.500 salariés a dû en licencier presque 5.000.
Durant les années d'entre-deux-guerres, les budgets des armées de tous les pays ayant participé au conflit, sont exsangues. Les usines des fabricants d'armes ayant survécu et toujours en activité, tournent au ralenti avec plus ou moins de difficulté.
En 1935, la société est rachetée et intégrée dans le groupe italien SMI - Società Metallurgica Italiana, créé en 1886.